# An Spidéal

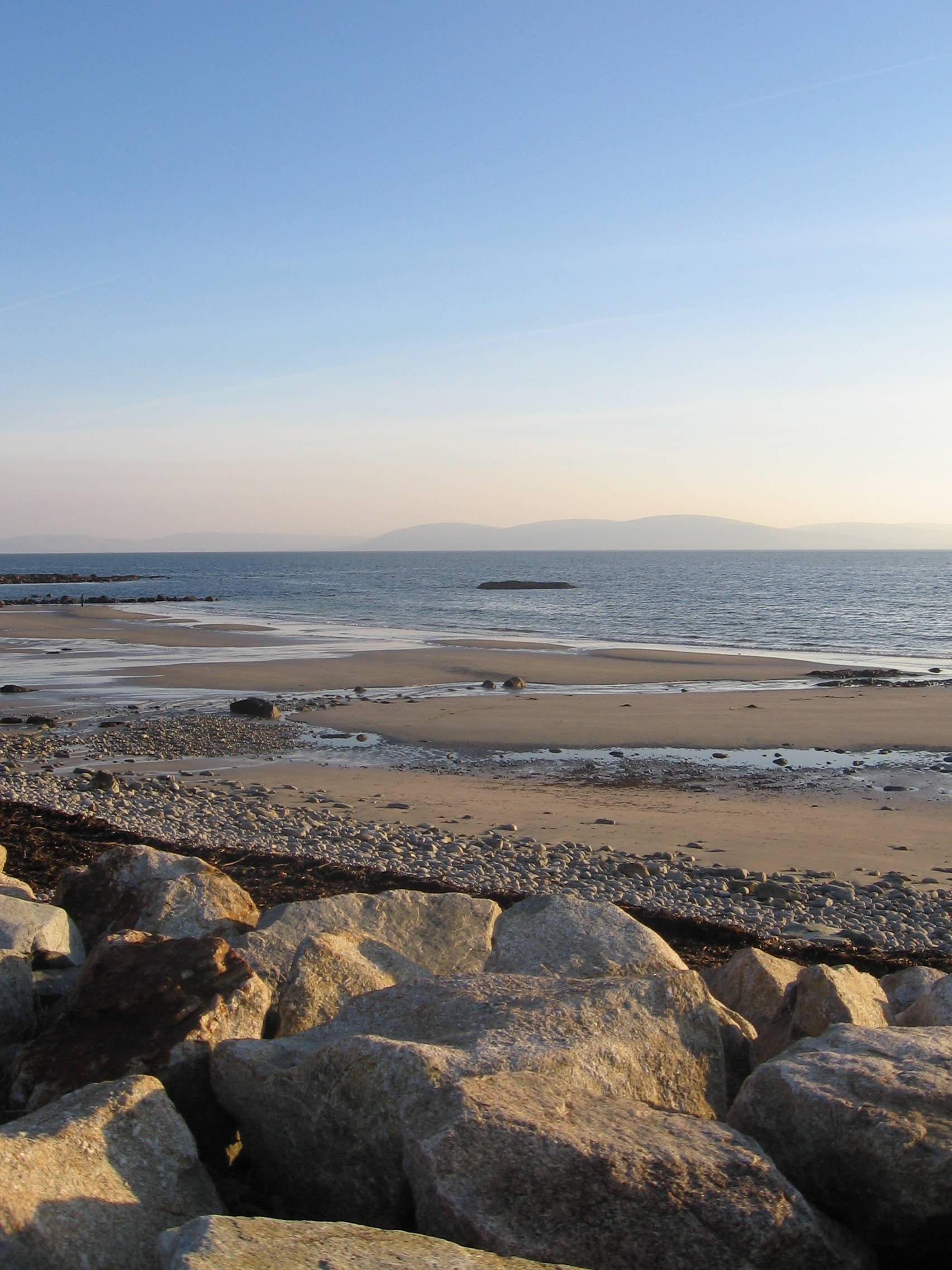
Stranden vid An Spidéal.

An Spidéal (engelska: Spiddal eller Spiddle) är en ort vid Galwaybuktens kust i grevskapet Galway i republiken Irland. Orten hade 237 invånare (2016).
An Spidéal är belägen 19 km väster om staden Galway längs vägen R336. Orten ligger i ett gaeltachtområde vilket betyder att majoriteten av invånarna talar iriska.